# Marcel Rieder
Marcel Rieder (n. 19 martie 1862, Thann, région Alsace⁠(d), Franța – d. 30 martie 1942, Villiers-sous-Grez⁠(d), Île-de-France, Franța) a fost un pictor francez.
S-a născut în Thann. Rieder provenea dintr-o familie distinsă din Alsacia; bunicul său, Jean Jacques Rieder (1778–1852), a fost slujitor al bisericii protestante Temple Neuf din Strasbourg. Marcel Rieder a studiat la Ecole des Beaux-Arts din Paris. A devenit membru al Société des Artistes Français în 1894 și a expus aproape în fiecare an până în 1939 în „Salonul de la Paris⁠(d)”.
Rieder s-a căsătorit cu Marie Poiriault la 25 iunie 1903. Fiul lor, Jean, s-a născut în august 1906.
Stilul de pictură al lui Rieder a rămas realist pe tot parcursul vieții sale. Inițial, a fost influențat de simboliști, după cum reiese din pictura sa Dante pleurant Béatrice (Dante plângând pentru Beatrice), care se află în prezent la Musée de Mulhouse. Începând cu 1894, stilul său s-a schimbat, iar picturile lui Rieder au devenit remarcabile pentru scenele de interior liniștite și intime din încăperi luminate de lămpi cu ulei sau iluminat electric. A pictat și peisaje crepusculare. Ca membru al Societății Bach din Paris, Rieder l-a cunoscut pe Albert Schweitzer. Portretul său al medicului este prezentat în muzeul dedicat lui Schweitzer.
Un tablou de Rieder, Jours Heureux, a fost inclus într-o expoziție organizată la Walker Art Gallery, Liverpool, în toamna anului 1907. A apărut într-o sală care evidenția lucrările artiștilor de peste mări și a fost descrisă de un editorialist anonim din Manchester Courier ca având o „redare frumoasă a culorilor”.
Rieder și-a petrecut cea mai mare parte a vieții la Paris, dar în 1927 s-a retras la Busseu, lângă Fontainebleau. Mai târziu, Rieder a glumit că a trecut la un stil de pictură „impresionist”, din cauza slăbirii vederii și a tremurului în mâinile sale. A murit la Villiers-sous-Grez⁠(d) la 30 martie 1942.

Selecție de picturi realizate de Marcel Rieder
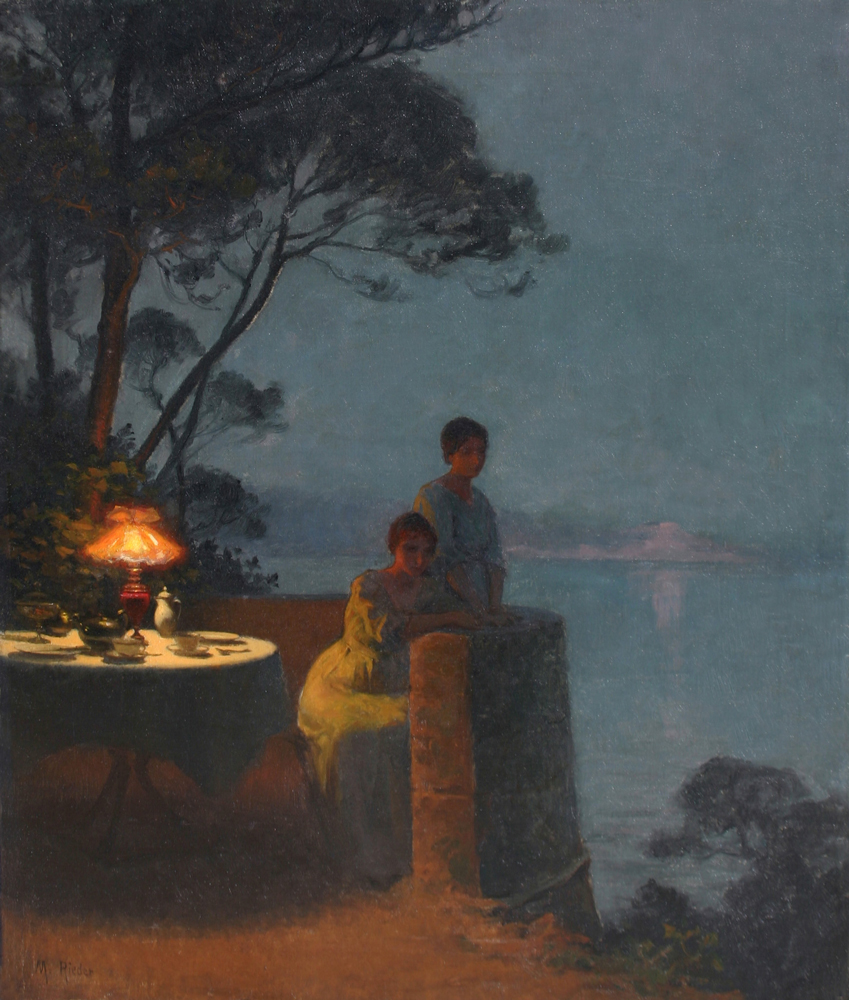
O veghe pe malul mării, Coasta de Azur
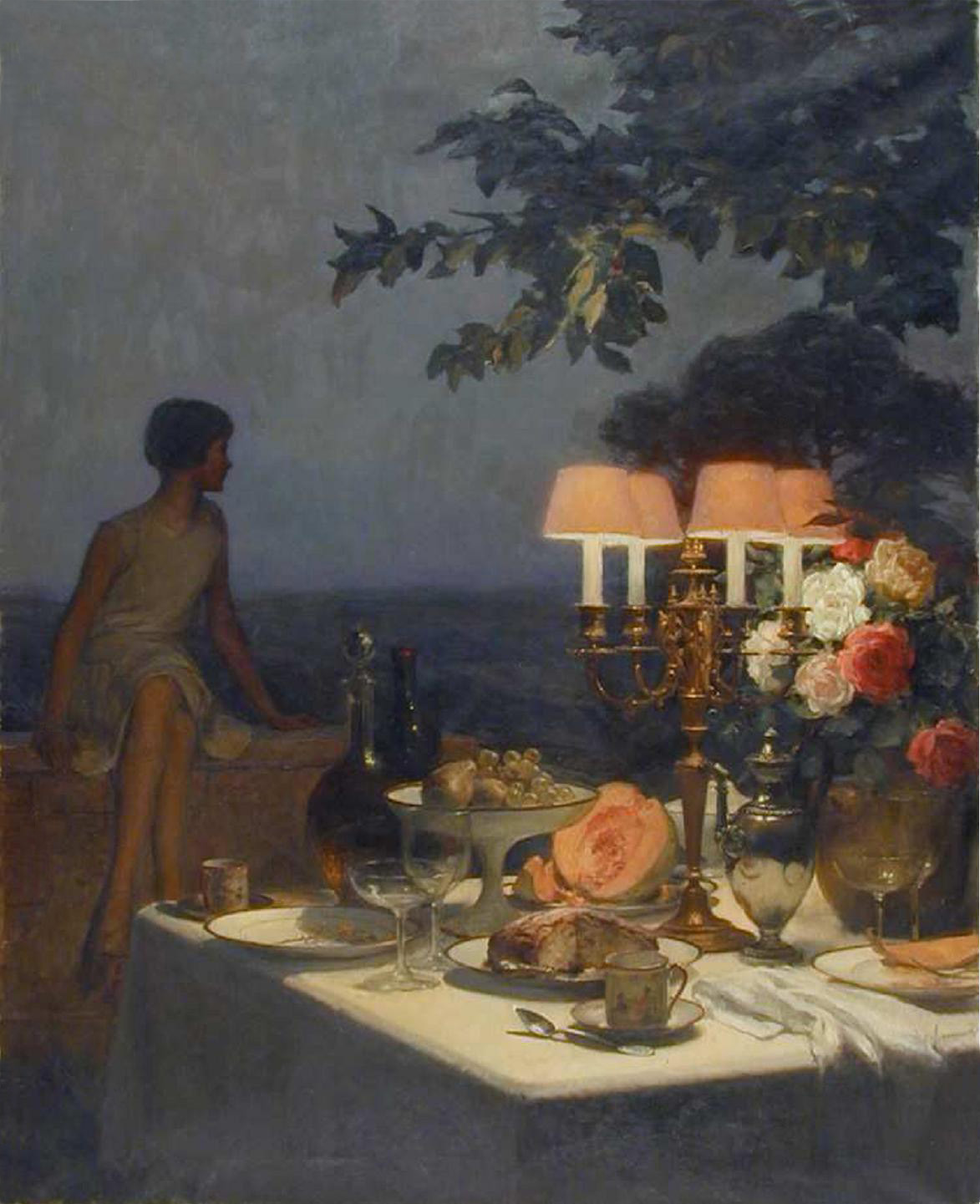
Seară romantică
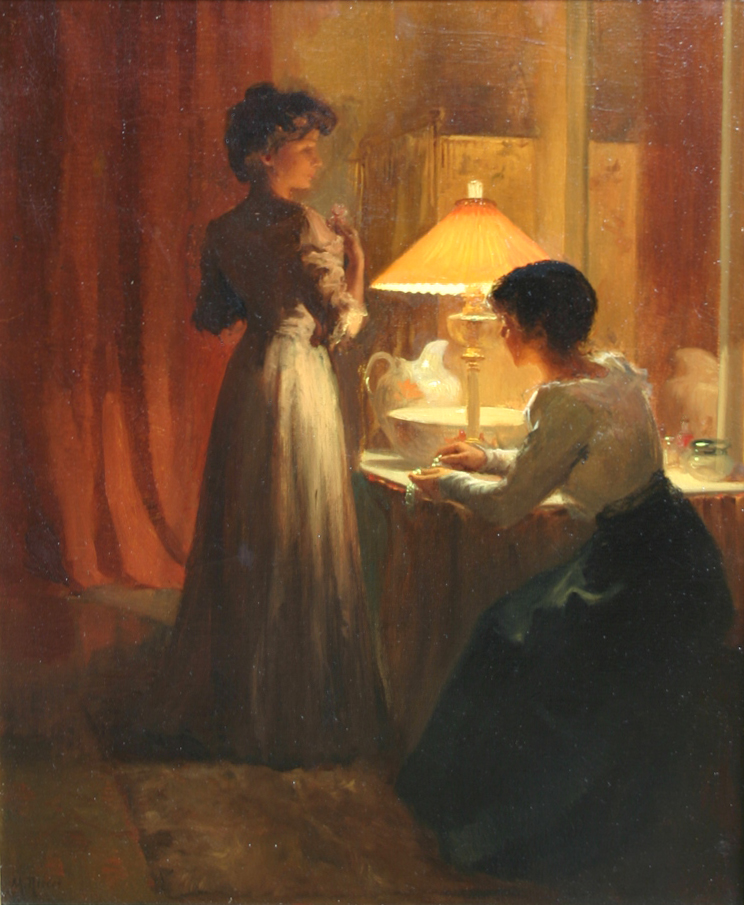
Alegerea bijuteriilor
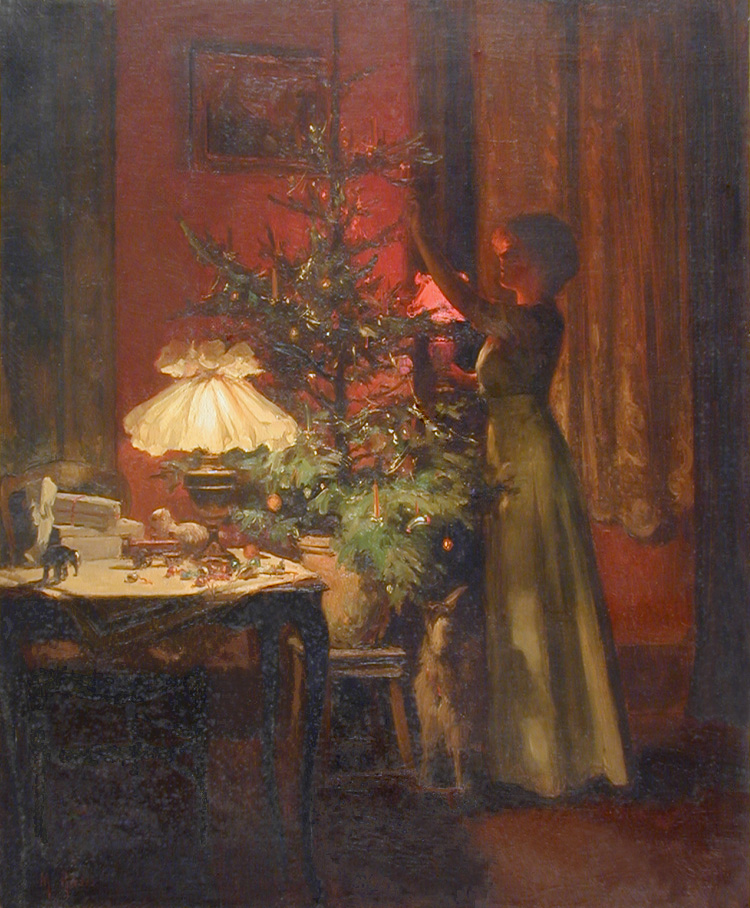
Decorarea bradului de Crăciun
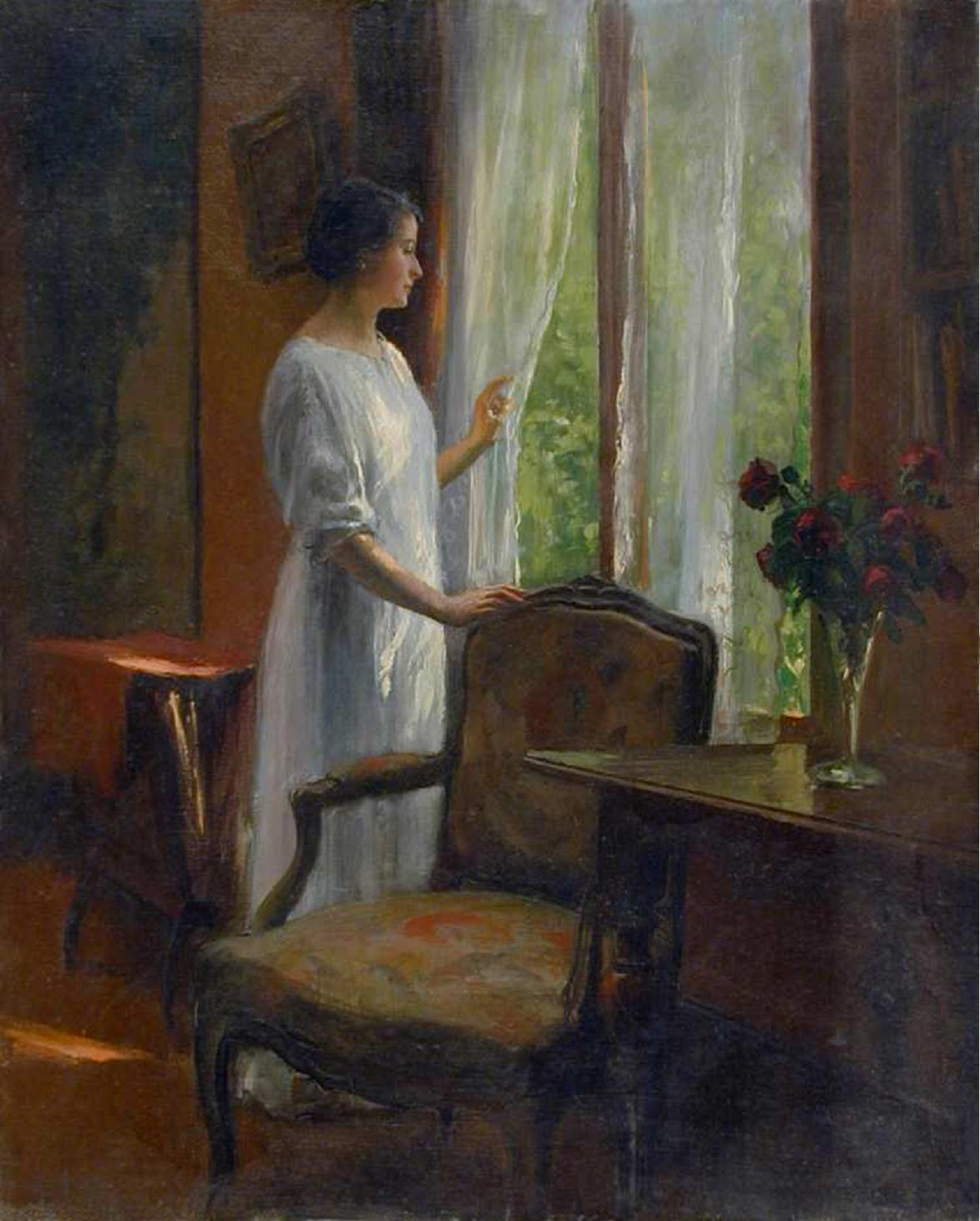
Așteptând lângă fereastră
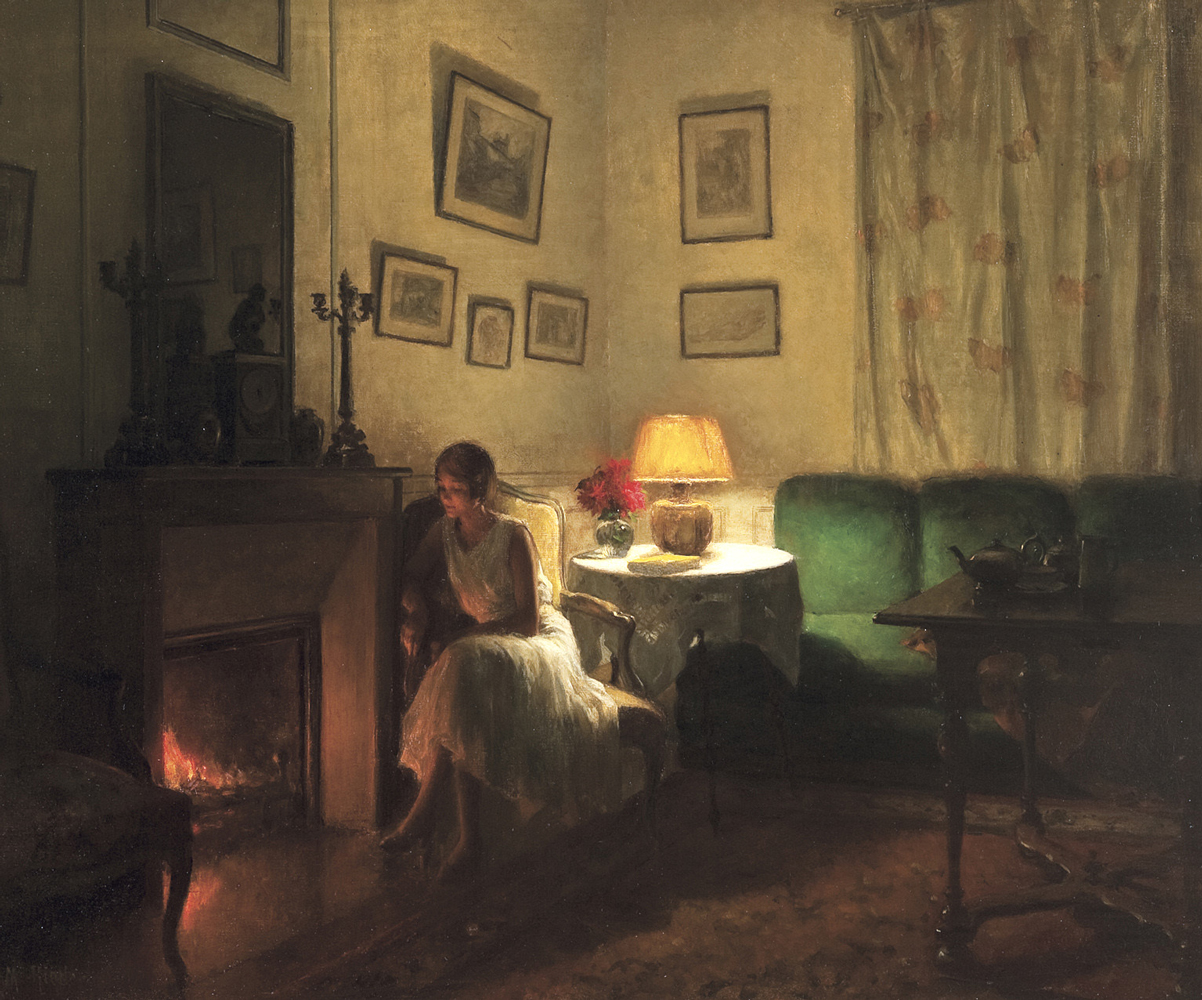
Reflectând în fața șemineului
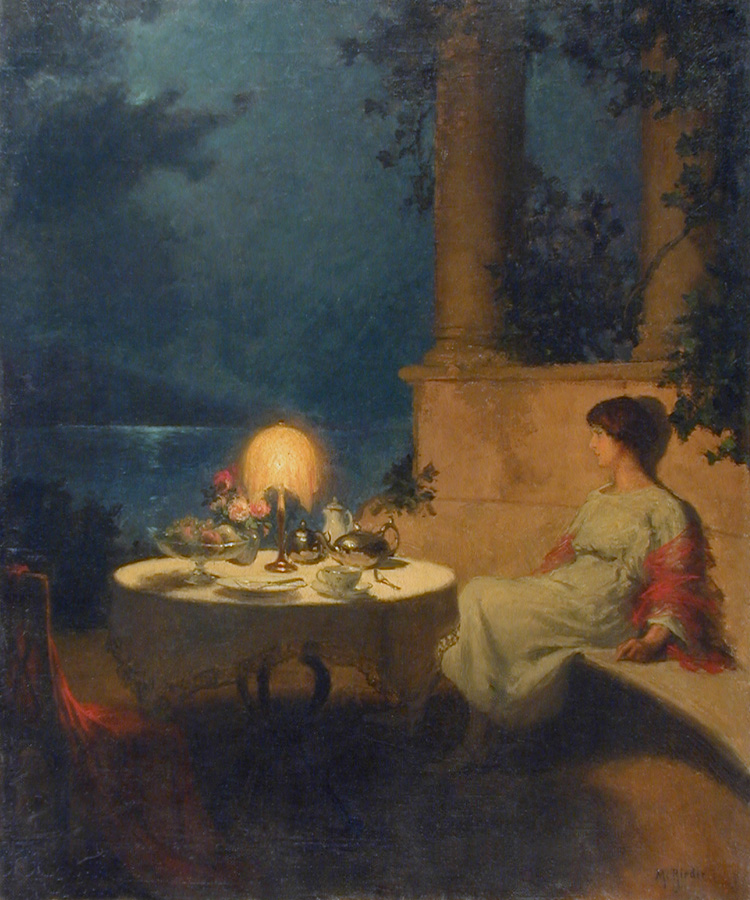
Singurătate pe malul lacului
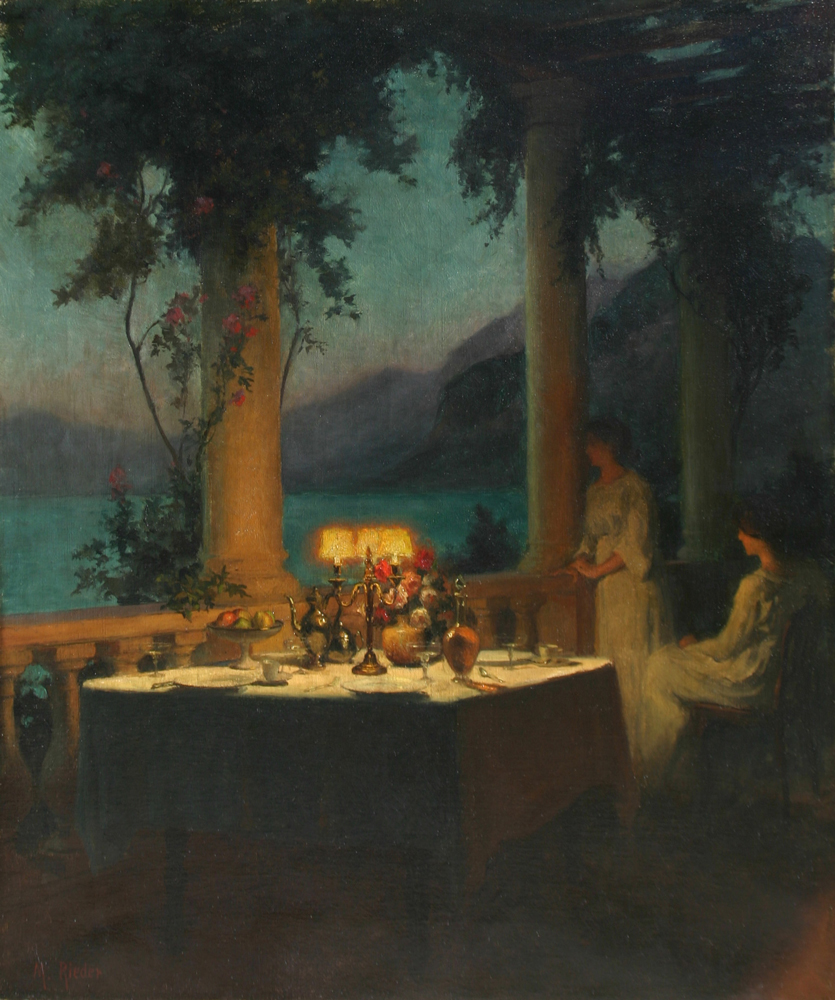
O reverie pe malul lacului, Lac d'Annecy